# San Juan Islands National Monument
Le San Juan Islands National Monument est un monument national américain désigné comme tel par le président des États-Unis Barack Obama le 25 mars 2013,,. Il protège 400 hectares dans les comtés de San Juan, Skagit et Whatcom dans l'Etat de Washington. Le monument protège les sites archéologiques des peuples Salish de la côte, les phares et les reliques des premiers colons américains d’origine européenne dans le nord-ouest du Pacifique, ainsi que la biodiversité de la vie insulaire dans la région.

## Sites
Le monument national se compose d’environ 75 sites distincts totalisant environ 4 km² de superficie. Le phare de Turn Point, sur l'île Stuart en fait partie, ainsi que le phare de Cattle Point sur San Juan Island et la Mount Constitution Lookout Tower, une tour de guet sur l'île d'Orcas.